# 靳光斗
靳光斗（？—？），清朝政治人物。漢軍鑲黃旗人。
靳光斗為監生出身。嘉慶五年（1800年）署任江蘇荆溪縣知縣。嘉慶十年（1805年）七月，出任湖南永順府龍山縣知縣。